# Wappen Italiens
Wappen Italiens gab es in der Zeit der Monarchie. Nach Ausrufung der Italienischen Republik im Jahr 1946 entschied man sich für ein Emblem als staatliches Hoheitszeichen, womit man die Abkehr von der früheren Staatsform auch hinsichtlich der Symbolik unterstreichen wollte.

## Emblem der Italienischen Republik
Es handelt sich im heraldischen Sinn um ein Emblem und nicht um ein Wappen, da der wappenbestimmende Schild nicht vorhanden ist. Das Emblem der Republik wurde von Paolo Paschetto entworfen, der damit einen Wettbewerb im Januar 1948 gewann. Es zählt zu den Staatssymbolen der Italienischen Republik.

### Symbolik
Der rotbordierte fünfstrahlige weiße Stern (Stella d’Italia) ist eines der ältesten Nationalsymbole Italiens und verkörpert in diesem Emblem die Italienische Republik. Der Stern liegt auf einem grauen Zahnrad als Symbol für Arbeit und Fortschritt. Emblematisch steht dies für Artikel 1 der italienischen Verfassung, demzufolge Italien eine demokratische, auf Arbeit gegründete Republik ist.
Diese Symbole sind von einem Eichen- und einem Olivenzweig umrahmt, als Symbole für Stärke und Frieden. Verbreitet ist die Ansicht, der Olivenzweig symbolisiere auch den Süden Italiens, der Eichenzweig stehe für den Norden. Die beiden Zweige sind mit einem Band verknüpft, auf dem REPVBBLICA ITALIANA (Italienische Republik) zu lesen ist.

Auf der Standarte des Staatspräsidenten
Logo Amt des Ministerpräsidenten
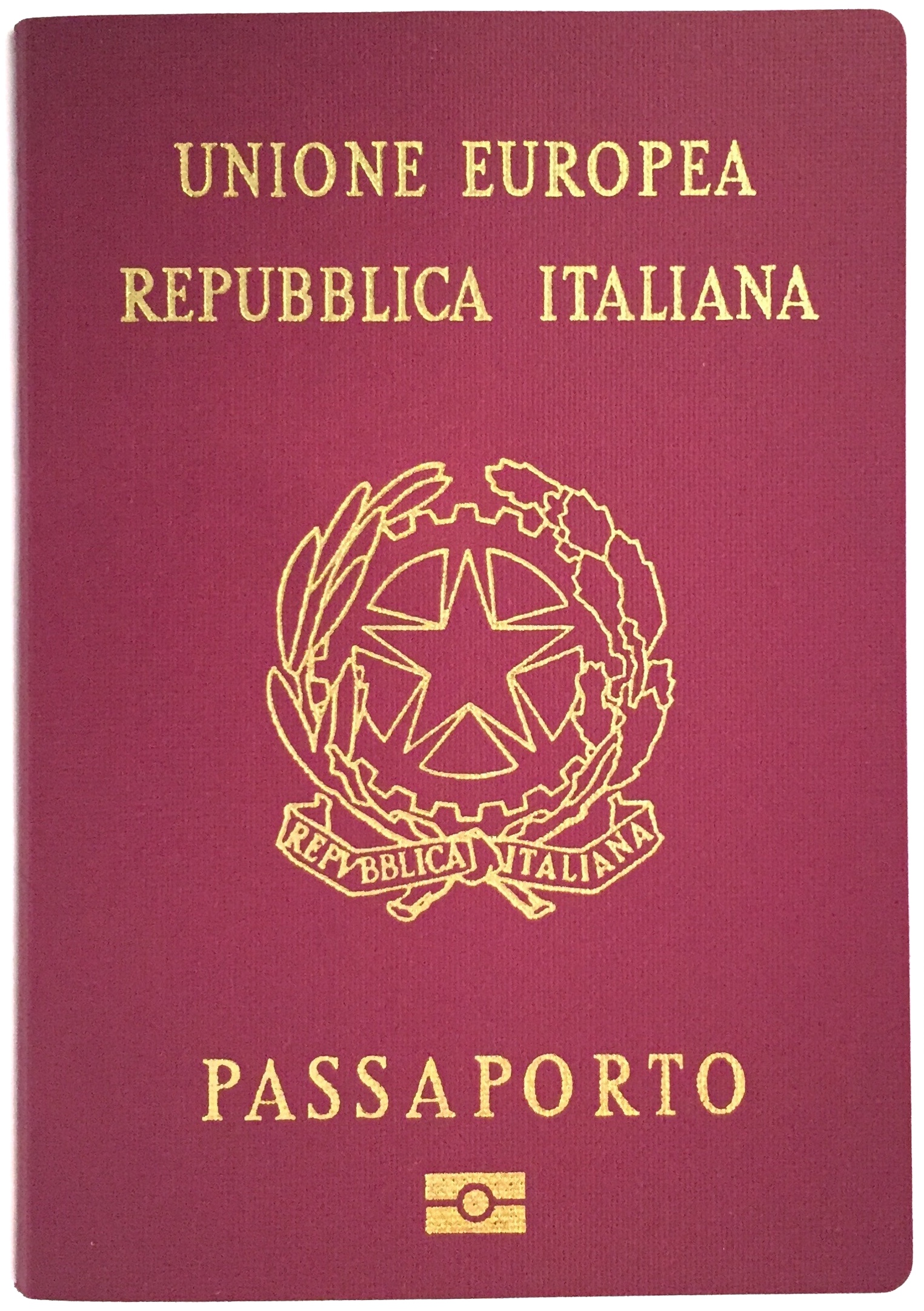
Reisepass der Italienischen Republik
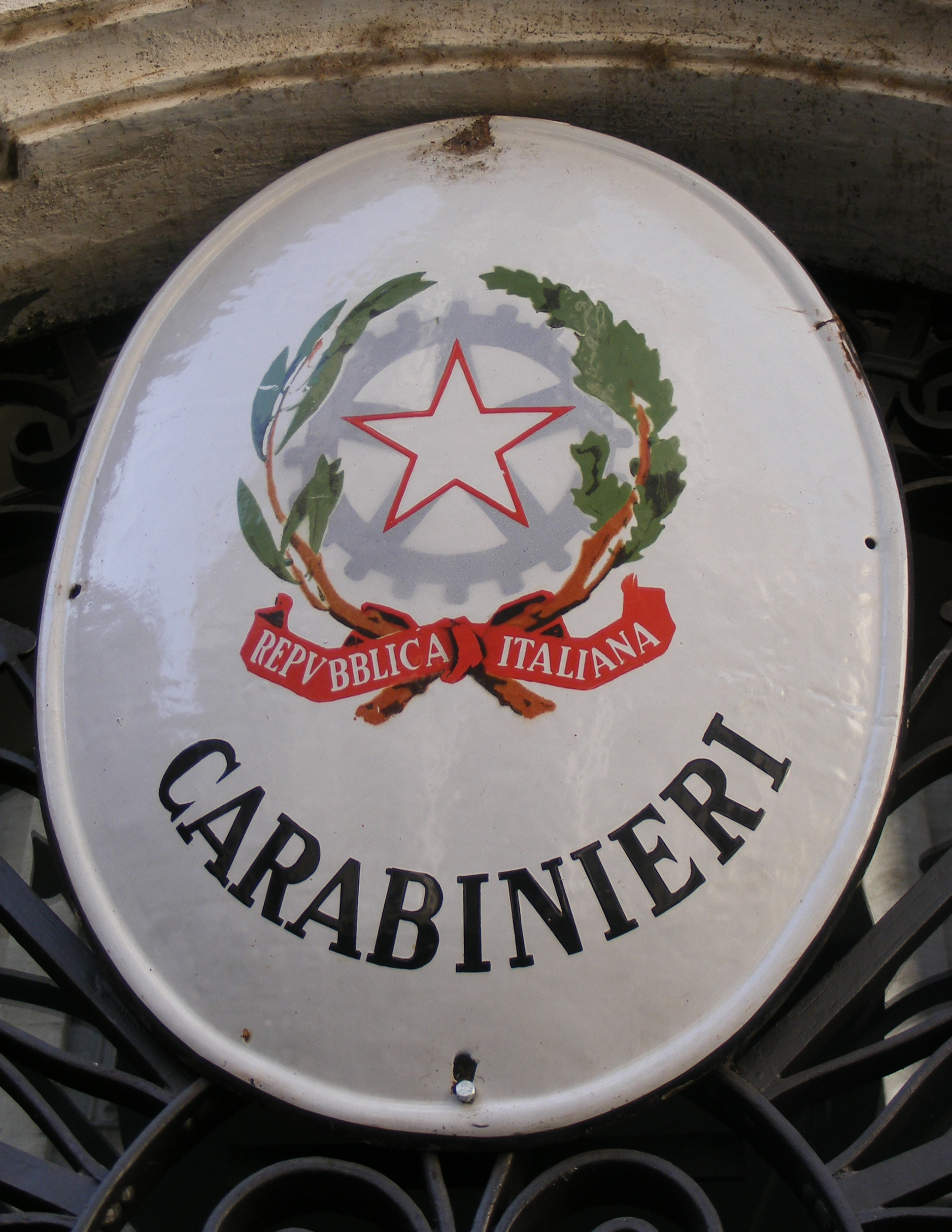
Dienststelle der Carabinieri

### Kritik
Der Entwurf findet nicht die Zustimmung aller Heraldiker. Kritisiert wird vor allem die Ähnlichkeit mit den Wappen der sozialistischen Staaten, die sich neue Symbole gaben. So schreibt zum Beispiel Karl-Heinz Hesmer in seinem Buch Flaggen und Wappen der Welt:
„Leider hat sich auch Italien, ein Land der klassischen einfachen Heraldik, nach dem Zweiten Weltkrieg ein Staatswappen geschaffen, das eher an ein Firmenzeichen erinnert.“
Es gab mehrfach Versuche, ein neues Wappen oder Emblem für die Italienische Republik einzuführen. In den 1980er Jahren setzte sich der damalige Ministerpräsident Bettino Craxi dafür ein, auch vom ehemaligen Staatspräsidenten Francesco Cossiga gab es entsprechende Anregungen.
In verschiedenen Bereichen wird statt des beschrieben Emblems als alternatives Hoheitszeichen das Monogramm RI (Repubblica Italiana) verwendet, oft unter einer Mauerkrone. Letztere ist ein Element der Nationalallegorie Italia turrita, einer Personifikation Italiens. Dieses Monogramm unter einer Mauerkrone verwendet unter anderem der italienische Staatspräsident, ohne Mauerkrone ist es auf italienischen Uniformen zu sehen (besonders auf Kopfbedeckungen) sowie auf italienischen Euromünzen.

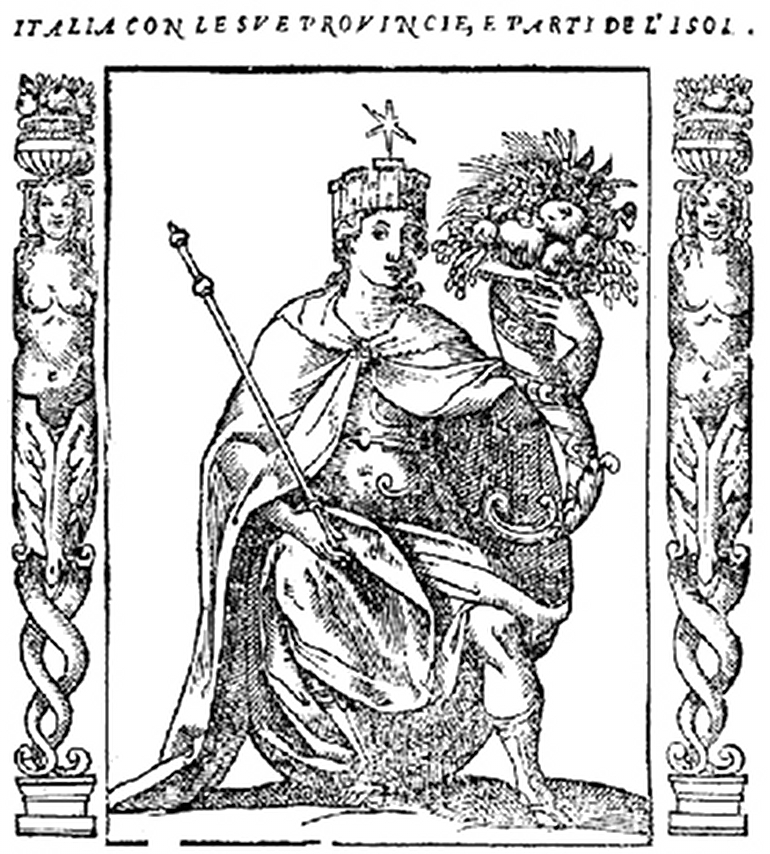
Italia turrita e stellata, mit Mauerkrone und Stern, Cesare Ripa, 1603
Standarte ehemaliger Staatspräsidenten
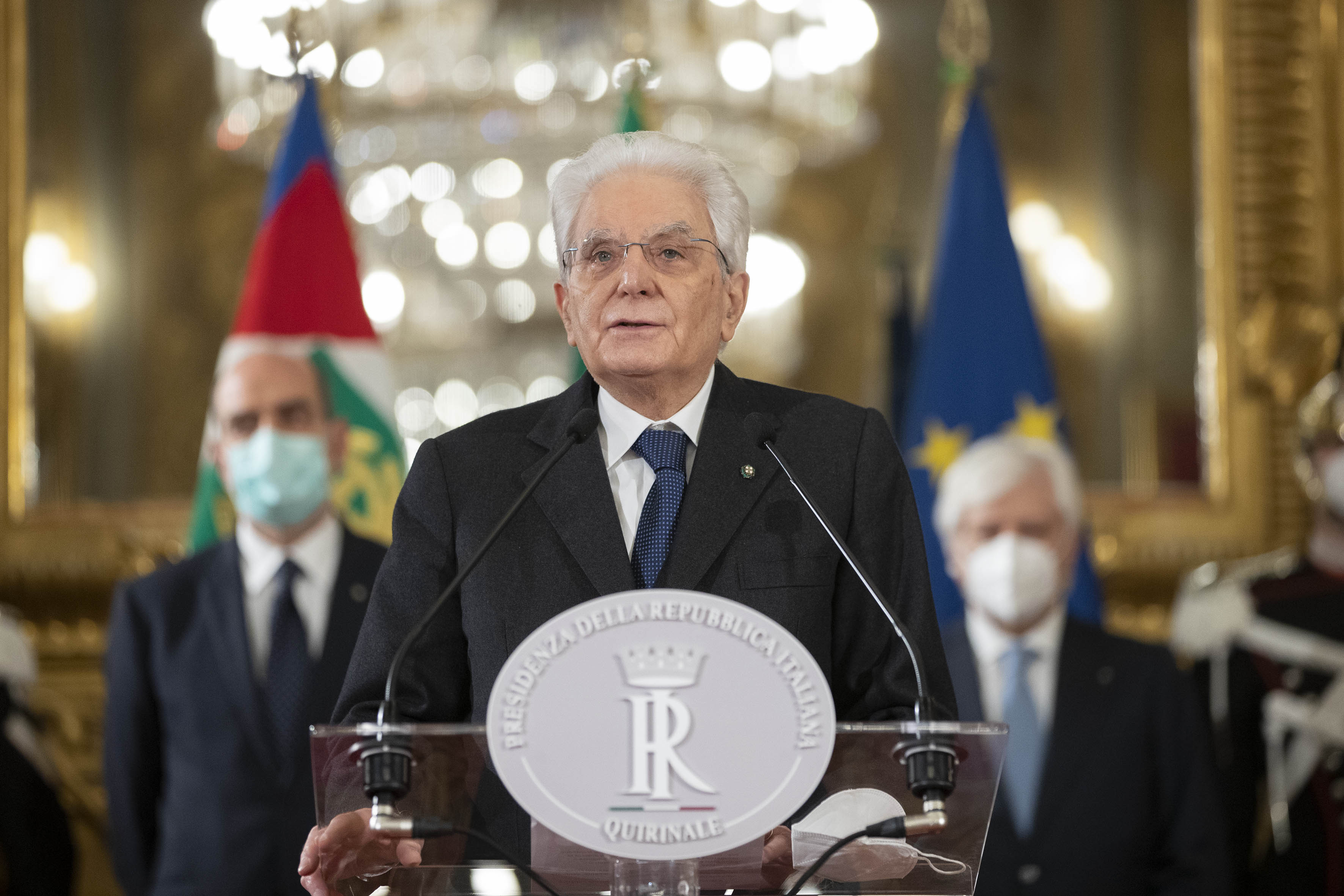
Staatspräsident Sergio Mattarella im Quirinalspalast

## Geschichte des italienischen Wappens

### Napoleonische Ära (1805–1814)

Wappen des Königreich Italien (1805–1814) unter Napoleon

### Liberale Ära (1861–1922)
Das Königreich Italien führte von 1861 bis 1946 Wappen verschiedener Art, auf deren Schild sich stets das weiße Kreuz auf rotem Grund des Königshauses Savoyen befand. Von 1870 bis 1890 schwebte über dem Wappen die Stella d’Italia, jedoch im Vergleich zum republikanischen Emblem um 180 Grad gedreht. Von 1890 bis 1946 gab es ein großes und ein kleines Wappen. Die Collane des Annunziaten-Ordens zierte beide Wappen, beim großen Wappen kamen noch die Collanen oder Großkreuze folgender Orden hinzu: Ritterorden der hl. Mauritius und Lazarus, Militärorden von Savoyen, Zivilverdienstorden von Savoyen und Orden der Krone von Italien.

Wappen des Königreichs Italien (1861–1870)
Wappen des Königreichs Italien (1870–1890)
Großes Wappen des Königreichs Italien (1890–1927)
Kleines Wappen des Königreichs Italien (1890–1927)

### Faschistisches Italien (1922–1943)
Der Regierungseintritt der Faschisten unter Benito Mussolini im Jahr 1922 führte zunächst zu keiner Veränderung der italienischen Staatssymbolik. Erst infolge der 1925 ausgerufenen Diktatur wurde das Parteisymbol der Faschisten, das Liktorenbündel (fascio littorio), am 12. Dezember 1926 zu einem offiziellen Staatssymbol Italiens erklärt. Die im Gesetzestext festgelegte „römische“ Variante des Liktorenbündels mit einem seitlich angebrachten Beil unterschied sich dabei von der ursprünglich von den Faschisten gebrauchten „republikanischen“ Form, bei der das Beil oben mittig angebracht war. Das republikanischen Liktorenbündel, das als Symbol bereits von der Französischen Revolution und dem italienischen Risorgimento verwendet worden war, hatte eine klar antimonarchische Konnotation. Es wurde von Mussolini einerseits als Zugeständnis an das italienische Königshaus fallen gelassen, andererseits hatte er zur Klärung der Formfrage auch einen renommierten italienischen Archäologen beauftragt, der in seiner Untersuchung das Liktorenbündel mit seitlichem Beil als typisch für das antike Römische Reich bestätigte.

Italiens „Liktorenbündel-Emblem“ (1927–1929)

Eine detailliertere Regelung seiner Benutzung folgte am 27. März 1927. Für die italienischen Verwaltungsorgane wurde ein neues Staatsemblem geschaffen, das sogenannte „Liktorenbündel-Emblem“ (L'emblema del Fascio Littorio). Es bestand aus einem Schild mit der italienischen Trikolore, das im weißen Feld ein Liktorenbündel mit gesenkter Axt enthielt und oben von einem römischen Legionsadler (aquila) überragt wurde. Das Emblem wurde gleichzeitig in Kombination mit dem Wappen des Königshauses Savoyen von 1927 bis 1929 zum neuen Staatswappen des faschistischen Italiens. Diese „heraldische Dyarchie“ stellte den Wunsch dar, die nun etablierte Doppelherrschaft von italienischer Monarchie und faschistischem Regime auch grafisch zu unterstreichen. Am 11. April 1929 wurde schließlich eine neue, simplifizierte Form des Staatswappen eingeführt: Die beiden Löwen des großen Staatswappens wurden dabei durch zwei Liktorenbündel ersetzt. Dadurch, dass die Liktorenbündel nun nicht mehr seitlich getrennt vom traditionellen Wappen positioniert waren, sondern direkt ins Savoyer Königswappen eingefügt wurden, sollte eine „Einheit von Staat und Faschismus“ demonstriert werden. Das neue Symbol wurde in einem weiteren Dekret auch von den Verwaltungsorganen als Staatssiegel übernommen.

Kleines Wappen Italiens (1927–1929)
Mittleres Wappen Italiens (1927–1929)
Großes Wappen Italiens (1927–1929)

Kleines Wappen Italiens (1929–1943)
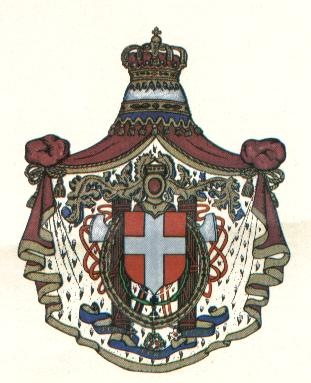
Großes Wappen Italiens (1929–1943)

Eine Besonderheit stellt der Eingriff des faschistischen Regimes in die italienische Heraldik auf kommunaler und lokaler Ebene dar: Eine Anpassung von Staatssymbolen an die Parteisymbolik fand auch in anderen Einparteiendiktaturen wie NS-Deutschland, Franco-Spanien oder der Sowjetunion statt, jedoch griffen diese nicht im gleichen Ausmaß in die Symbolik ihrer Regionen und Bezirke ein. Im Gegensatz dazu setzte das Mussolini-Regime die faschistische Symbolik in einmaliger Weise auch auf kommunaler Ebene durch, von den Provinzen bis hinunter zu den Städten und Ortschaften. Das erste diesbezügliche Dekret vom 14. Juni 1928 stellte eine ähnliche Regelung wie beim doppelten Staatswappen dar: Lokale Behörden, Provinzen, staatlichen Kooperationen und gemeinnützigen Organisationen sollten ihre ursprünglichen Wappen seitlich mit einem Liktorenbündel-Emblem (hier ohne einen römischen Adler) kombinieren. Am 12. Oktober 1933 folgte dann die endgültige Regelung, bei der ein eigenes Schildhaupt für alle kommunalen Wappen eingeführt wurde. Das Capo del littorio zeigte ein von einem Eichen- und Lorbeerast umrandetes, goldenes Liktorenbündel auf purpurrotem Hintergrund, welches in ein Band mit den Farben der italienischen Trikolore eingebunden war. Die jeweiligen regionalen und lokalen Wappen mussten fortan allesamt unterhalb des neuen Schildhauptes dargestellt werden.

Schildhaupt Capo del littorio (1933–1943)

Infolge der faschistischen Expansionspolitik wurde das Liktorenbündel auch in den von Italien eroberten und besetzten Ländern stark verbreitet. So wurde der Capo del littorio Bestandteil des 1940 vom Mussolini-Regime vorgeschriebenen Wappens von Italienisch-Libyen. Ebenso fand das Liktorenbündel Eingang in die politische Symbolik der vom faschistischen Italien besetzen Länder Äthiopien und Albanien.

Wappen von Italienisch-Libyen (1940–1943)
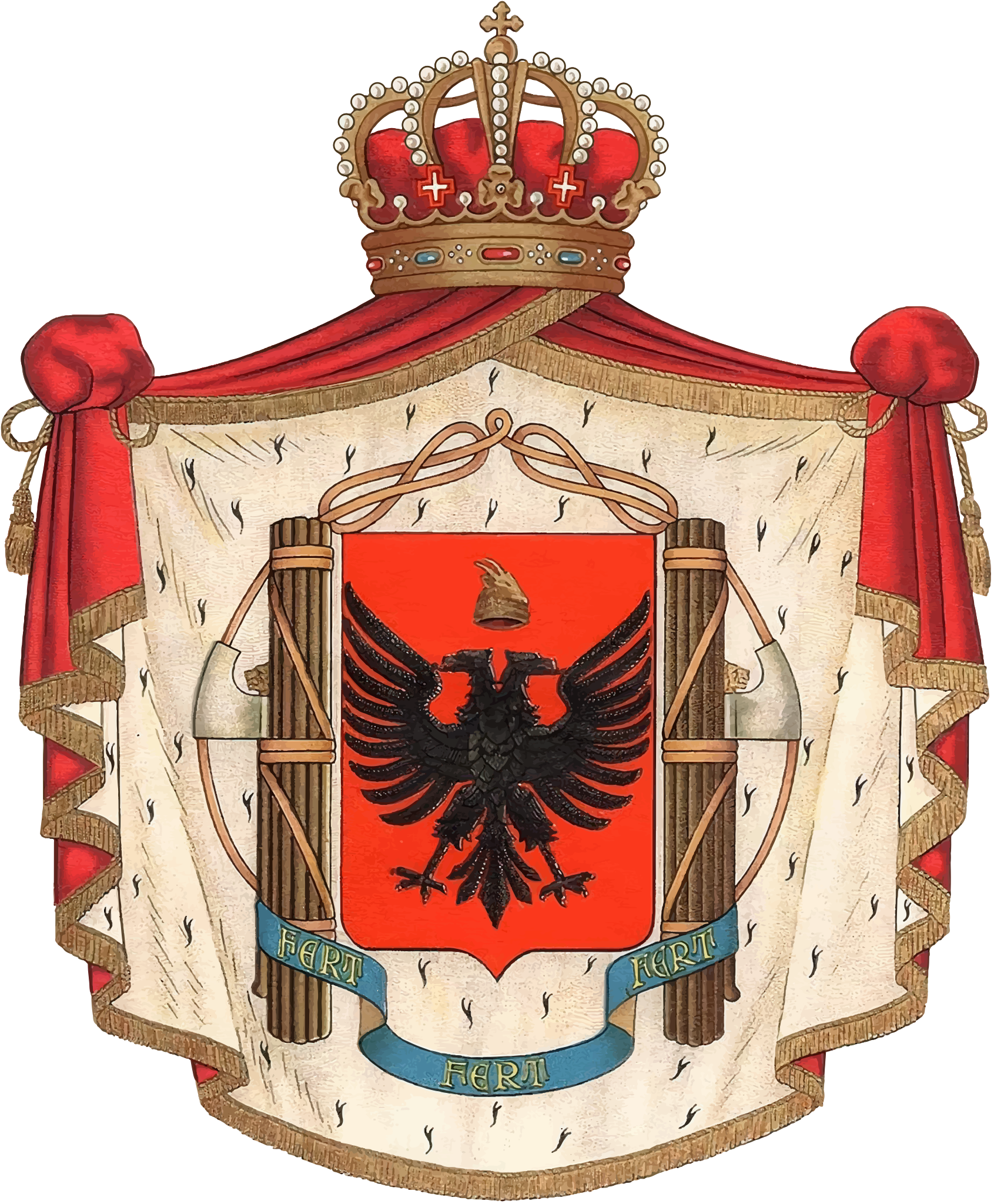
Wappen des Königreichs Albanien (1939–1943)
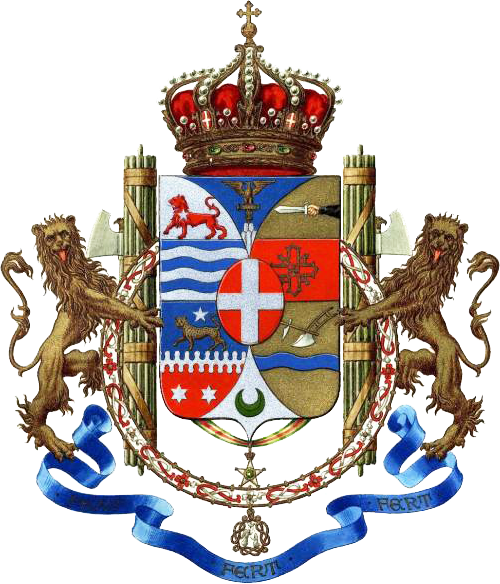
Wappen von Italienisch-Ostafrika (1940–1941)

### Faschistische Sozialrepublik (1943–1945)

Wappen der RSI (1944–1945) mit der offiziellen rot-weiß-grünen Farbfolge

Am 25. Juli 1943 kam es in Italien aufgrund der sich immer weiter verschlechternden Kriegslage zur Absetzung Mussolinis und infolge dessen zum Sturz des faschistischen Regimes. Nach dem Waffenstillstand von Cassibile am 8. September 1943 wurden die Gebiete Ober- und Mittelitaliens von deutschen Truppen besetzt. Im deutschen Besatzungsgebiet gründete Mussolini ein faschistisches Kollaborationsregime, die Italienische Sozialrepublik (kurz RSI, informell auch Republik von Salò). Für diesen historisch zweiten faschistischen Staates auf italienischem Gebiet entschied sich Mussolini für ein neues Wappen, das im Gesetzesblatt folgende Blasonierung erhielt:

„Das Wappen des Staates besteht aus einem samnitischen Schild mit den Nationalfarben in Pfahlen, der von einem Legionsadler [aquila] überragt wird, wobei das Weiß mit dem republikanischen Liktorenbündel [Fascio Repubblicano] belegt ist. Die Form dieses Wappens ist in der Tabelle im Anhang zu diesem Dekret dargestellt.“

Aus heraldischer Perspektive knüpfte Mussolinis Sozialrepublik wieder an das Staatsemblem des faschistischen Italien von 1927 bis 1929 an. Einen entscheidenden Unterschied bildete im RSI-Wappen das wiedereingeführte „republikanische“ Liktorenbündel (fascio repubblicano) aus der Frühzeit der faschistischen Bewegung: Der nun mittig befestigte Beilkopf wurde dabei an der Bündelspitze in Form einer Hellebarde angebracht, womit das von 1923 bis 1943 verwendete „römische“ Liktorenbündel (mit seitlich befestigtem Beil) ersetzt wurde. Das republikanische Liktorenbündel galt nun als das Symbol einer „zweiten faschistischen Revolution“. Für T. Corey Brennan (2023) stellt dies eine „außerordentliche“ symbolische Umstellung dar, da Mussolini mit dem römischen Liktorenbündel gerade jenes Symbol verwarf, dass er selbst in den vorangegangenen zwanzig Jahren so aufwendig konstruiert hatte. Das „republikanische“ Liktorenbündel habe dabei einerseits die neue antimonarchische Stoßrichtung des Faschismus zum Ausdruck gebracht, andererseits habe man sich damit auf das ursprüngliche faschistische Programm der Fasci Italiani di Combattimento von 1919 beziehen wollen.
Eine weitere Neuerung im Staatswappen der Sozialrepublik betraf die Farbfolge der italienischen Trikolore: Anstatt des traditionellen Grün-Weiß-Rot wurde jetzt die umgekehrte Farbfolge Rot-Weiß-Grün eingeführt. Heraldiker und Historiker sehen dafür unterschiedliche Gründe. Während Ladislao de Lászloczky (1988) als ursprünglichen Grund dafür einen einfachen „Druckfehler“ vermutet, sieht T. Corey Brennan (2023) dahinter eine bewusste Entscheidung Mussolinis, der damit seinen Bruch mit dem italienischen Königshaus ausgedrückt habe. Die rot-weiß-grüne Farbfolge wurde jedenfalls von verschiedenen offiziellen RSI-Organen bestätigt, so z. B. in tingierter Form im offiziellen Gesetzesblatt Gazzetta Ufficiale d’Italia, sowie schriftlich von der staatlichen Presseagentur Agenzia Stefani. Auch wurde in den Archivbeständen der republikanisch-faschistischen Ministerien eine farbige Darstellung des RSI-Wappens gefunden, die ebenfalls in der Farbfolge Rot-Weiß-Grün gehalten ist. Von den Institutionen der Republik von Salò wurde das Staatswappen allerdings teilweise in beiden Farbvarianten genutzt, so beispielsweise auf RSI-Postkarten, wo neben der neuen rot-weiß-grünen Wappen-Tingierung auch traditionelle grün-weiß-rote Darstellungen abgebildet wurden. Der italienische Historiker Mimmo Franzinelli (2020) stellt das RSI-Wappen in seinem Standardwerk zur Geschichte der faschistischen Sozialrepublik in der traditionellen Farbfolge (grün-weiß-rot) dar.
Zusammen mit dem Staatswappen wurde im Gesetzesblatt auch ein Staatssiegel der Italienischen Sozialrepublik veröffentlicht. Es bestand ebenfalls aus einem republikanischen Liktorenbündel mit mittigem Beil sowie der Inschrift „Repubblica Sociale Italiana“. Der italienische Heraldiker Ladislao de Lászloczky (1988) vermutet jedoch, dass das RSI-Staatssiegel niemals real umgesetzt wurde. Dabei verweist er auf die Tatsache, dass das Staatssiegel bei den verschiedenen RSI-Ämtern keine Verwendung fand. Stattdessen scheint auf den gestempelten Dokumenten nur ein republikanisches Liktorenbündel und die Bezeichnung des jeweiligen Amtes auf.

### Postfaschistisches Königreich (1943–1946)

Großes Wappen des Königreichs Italien (1943–1946)

Nach dem Sturz Mussolinis im Juli 1943 wurde von der postfaschistischen Regierung Badoglio in Italien wieder das alte Wappen der Monarchie zum Staatssymbol erklärt.